# Pajama Sam
Pajama Sam is een personage uit zes computerspellen van Humongous Entertainment. Deze zijn bedoeld voor kinderen tot ongeveer tien jaar.
In het dagelijks leven is hij gewoon Sam en bang voor alle mogelijke dingen. Op bepaalde dagen gaat hij de confrontatie aan met een van zijn angsten en gaat hij, vermomd in een rode cape, als Pajama Sam op avontuur. Tijdens zijn avonturen imiteert hij zijn favoriete stripfiguur Pajama Man.
De spelletjes zijn point-and-click adventures: de speler kan verder komen in het spel door op het goede moment de juiste personen/voorwerpen te vinden en aan te klikken. De spelletjes zijn niet elke keer identiek. Het hoofddoel is dat wel, maar de voorwerpen die Sam moet vinden kunnen zich op verschillende plekken bevinden.
Pajama Sam wordt in de Nederlandse nasynchronisatie van het eerste spel vertolkt door Sien Eggers en daarna door Jits Van Belle.

## Spellen
In de reeks van Pajama Sam bestaan anno 2025 zes spellen.

### Avontuur
- Pajama Sam: De Helse Jacht Op De Duistere Nacht (4 oktober 1996)

Op een donkere avond klimt Sam uit bed en trekt hij, als Pajama Sam, met zijn broodtrommel, zaklantaarn en masker naar het Land van Duisternis om Duisternis te vangen, zodat hij niet meer bang in het donker hoeft te zijn. Onderweg worden deze spullen afgepakt door bewegende bomen die zich voordoen als douane en moet Sam ze terugvinden. Hierbij krijgt hij hulp van onder andere het roestige mijnwagentje Knar en Joep de Sloep.
Als zijdoel moet Sam hier zijn 24 sokken vinden die doorheen het Land van Duisternis verstopt zijn.
- Pajama Sam 2: Doe Niet Onder Voor Bliksem En Donder (2 oktober 1998)

Er is een hevig onweer losgebroken en Sam is bang voor onweer. Als Pajama Sam huppelt hij over de wolken naar het Wereldwijde Weer om Donder en Bliksem te verzoeken te stoppen met onweren. Per ongeluk ontregelt hij de weermachines, waardoor het weer in de wereld op tilt slaat. Vier onderdelen van de machine zijn losgeslagen en zoekgeraakt in de weerfabriek. Aan Pajama Sam de taak om dit recht te zetten voor Moeder Natuur op bezoek komt.
Als zijdoel liggen er in de weerfabriek ook 20 puzzelstukjes verstopt.
- Pajama Sam 3: Je Bent Wat Je Eet, 't Is Maar Dat Je Het Weet (9 november 1999)

Nadat Sam zijn eetlust bederft door koekjes te eten, wordt hij door koekjes meegenomen naar Voedseleiland, waar een conflict plaatsvindt tussen gezond voedsel en junkfood. De Vetten en de Snoepjes willen dit eiland overnemen. Om dit te voorkomen wordt een vredescongres georganiseerd, maar een aantal afgevaardigden ontbreken. Pajama Sam zoekt ze om zo de dreigende oorlog te voorkomen.
Als Sam 20 koekjesdeksels vindt, krijgt hij een actiefiguur van Pajama Man en verandert de aftiteling.
- Pajama Sam 4: Het Is Niet Fijn Als Je Spullen Spoorloos Zijn! (19 augustus 2003)

Pajama Man komt eenmalig naar het winkelcentrum en Sam wil daarnaartoe, zodat Pajama Man Sams zeldzame eerste uitgave van de allereerste Pajama Man-strip kan signeren. Sam is deze strip kwijtgeraakt en gaat hem zoeken. Als Pajama Sam duikt hij in zijn troep op zoek naar zijn verloren strip. In die vreemde fantasiewereld ontmoet hij een vuile sok die op zoek is naar zijn propere wederhelft.
Als zijdoel moet Sam hier zijn Pajama Man-verzamelkaarten terugvinden.

### Arcadespellen
- Pajama Sams SokkenSoep
- Pajama Sams Verloren Voorwerpen